# Ahmad Ier (Samanides)
 (novembre 2022).
Si vous disposez d'ouvrages ou d'articles de référence ou si vous connaissez des sites web de qualité traitant du thème abordé ici, merci de compléter l'article en donnant les références utiles à sa vérifiabilité et en les liant à la section « Notes et références ».
Ahmad Ier, de son vrai nom Ahmad ben Assad, mort en 864/865, est un dirigeant samanide de Marguilan (819-864/5) et de Samarcande (851/852-864/5). Il était le fils d'Assad.
En 819, Ahmad se voit confier le gouvernement de la ville de Marguilan par le gouverneur du Khorassan du calife Al-Ma'mun, Ghassan ibn 'Abbad, en récompense de son soutien contre le rebelle Rafi' ibn Laith. À la suite de la mort de son frère Nuh, qui gouvernait Samarcande, Ahmad et un autre de ses frères Yahya, se voient confier l'administration de la ville par Abdallah, gouverneur du Khorassan. Le pouvoir de Yahya sur la ville a été par la suite significativement réduit par Ahmad, et on suppose qu'il gouverna de manière symbolique jusqu'à sa mort en 855. La lignée de Yahya a été alors supplantée par celle d'Ahmad. Au moment de sa mort en 864 ou 865, il dirigeait la majeure partie de la Transoxiane, sauf Boukhara et le Khwarezm.
Son fils Nasr Ier lui succède à Samarcande, tandis que le Shash va à son autre fils, Ya'qub (Yacoub).